# جويل شتاين
جويل شتاين (بالإنجليزية: Joel Stein)‏ هو كاتب سيناريو وصحفي أمريكي، ولد في 23 يوليو 1971 في إديسون ‏ في الولايات المتحدة.

## وصلات خارجية
- جويل شتاين على موقع IMDb (الإنجليزية)
- جويل شتاين على موقع إن إن دي بي (الإنجليزية)
- جويل شتاين على موقع قاعدة بيانات الفيلم (الإنجليزية)
- جويل شتاين على موقع كينوبويسك (الروسية)